# Cerkiew św. Marii Magdaleny w Puławach
Cerkiew pod wezwaniem Świętej Równej Apostołom Marii Magdaleny – prawosławna cerkiew parafialna w Puławach. Należy do dekanatu Lublin diecezji lubelsko-chełmskiej Polskiego Autokefalicznego Kościoła Prawosławnego.
Świątynia mieści się przy ulicy Władysława Reymonta 23.
Jest to nowoczesny budynek wzniesiony w latach 2002–2004 na planie krzyża greckiego. Cerkiew wieńczy pozłacana kopuła z krzyżem. Wewnątrz znajduje się współczesny ikonostas. Część wyposażenia pochodzi z cerkwi w Terespolu. 3 listopada 2013 w cerkwi umieszczono ikonę św. Męczennika Arcybiskupa Onufrego, urodzonego w pobliskim Opolu Lubelskim. Dzień wspomnienia świętego (jako drugie święto parafialne) obchodzony jest w pierwszą niedzielę listopada.
W 2018 r. w cerkwi umieszczono relikwie św. Marii Magdaleny – patronki świątyni.